# If you saw thro' my eyes
If you saw thro’ my eyes is het eerste echte soloalbum van Iain Matthews, toen nog aangeduid als Ian Matthews. Na Fairport Convention en Matthews Southern Comfort was het nu de beurt aan Matthews alleen. Het album was ten tijde van de compact discversie (1992) (nog) een van de lievelingsalbums van de artiest, zij kwam tot stand in een periode van rust. Opnamen vonden plaats in twee a drie maanden in de Morgan Studio in Londen met een keur aan artiesten bekend uit de folk, maar ook de jazz. Andy Roberts zou Matthews een tijdje volgen.

## Musici
- Iain Matthews – zang
- Richard Thompson – gitaar (2, 3, 4, 7, 8, 9)
- Tim Renwick - gitaar (2, 4, 5, 6, 7, 9, 10)
- Andy Roberts – gitaar (2, 5, 6, 7, 9)
- Pat Donaldson – basgitaar (2, 4, 7, 9)
- Sandy Denny – piano, toetsinstrumenten (3, 10); zang (10)
- Keith Tippett – piano, toetsinstrumenten (3, 6)
- Woolfe J. Flywheel – accordeon
- Ray Warleigh – saxofoon
- Gerry Conway – slagwerk (2, 4, 5, 6, 7, 9)
- Doris Troy, Liza Strike, Nanette Workman – achtergrondzang (6)
- Del Newman - orkestratie Hinge

## Muziek
| Nr. | Titel                                     | Duur |
| --- | ----------------------------------------- | ---- |
| 1.  | Desert Inn (Matthews)                     | 3:30 |
| 2.  | Hearts (Matthews)                         | 3:12 |
| 3.  | Never ending (Matthews)                   | 2:48 |
| 4.  | Reno Nevada (Richard Farina)              | 4:47 |
| 5.  | Little known (Matthews)                   | 2:55 |
| 6.  | Southern wind (Matthews)                  | 2:30 |
| 7.  | It came without warning (Jacobs, Burnham) | 4:01 |
| 8.  | You couldn't lose (Matthews)              | 2:37 |
| 9.  | Morgan the Pirate (Farfina)               | 6:46 |
| 10. | Thro' my eyes (Matthews)                  | 2:34 |

## Hitnotering

### NederlandseAlbum Top 100
| Hitnotering: 19-06-1971 t/m 31-07-1971 | Hitnotering: 19-06-1971 t/m 31-07-1971 | Hitnotering: 19-06-1971 t/m 31-07-1971 | Hitnotering: 19-06-1971 t/m 31-07-1971 | Hitnotering: 19-06-1971 t/m 31-07-1971 | Hitnotering: 19-06-1971 t/m 31-07-1971 | Hitnotering: 19-06-1971 t/m 31-07-1971 | Hitnotering: 19-06-1971 t/m 31-07-1971 | Hitnotering: 19-06-1971 t/m 31-07-1971 |
| Week:                                  | 1                                      | 2                                      | 3                                      | 4                                      | 5                                      | 6                                      | 7                                      |                                        |
| -------------------------------------- | -------------------------------------- | -------------------------------------- | -------------------------------------- | -------------------------------------- | -------------------------------------- | -------------------------------------- | -------------------------------------- | -------------------------------------- |
| Positie:                               | 49                                     | 49                                     | 49                                     | 49                                     | 49                                     | 49                                     | 49                                     | uit                                    |